# 5273 Peilisheng
Az 5273 Peilisheng (ideiglenes jelöléssel 1982 DQ6) a Naprendszer kisbolygóövében található aszteroida. A Bíbor-hegyi Obszervatóriumban fedezték fel 1982. február 16-án.